# Próba badana
Próba badana – wycinek populacji poddany badaniu.
Badanie próby ma sens, jeśli jego wyniki można uogólnić na całą populację. W tym celu próba badana musi być reprezentatywna dla populacji. Jeżeli próba badana jest reprezentatywna (dla populacji), to znaczy, że jest to wycinek populacji o możliwie zbliżonej do tej populacji charakterystyce (np. struktura wieku, płci, występowanie chorób itp.), umożliwiającej uogólnienie wniosków z badania tej próby na całą populację z określonym prawdopodobieństwem.
Oceną prawdopodobieństwa, że wnioski z badania próby są prawdziwe dla całej populacji, zajmuje się statystyka, umożliwiająca m.in. obliczenie wielkości próby (zgodnie z zasadą, że większa próba badana daje większe prawdopodobieństwo, że wyniki badania tej próby będą prawdziwe dla całej populacji).